# Wadi Safjun
Wadi Safjun (arab. وادى سفيون; fr. Oued Sefioun)  – jedna z 52 gmin w prowincji Sidi Bu-l-Abbas, w Algierii, znajdująca się we wschodniej części prowincji, około 54 km na południowy wschód od Sidi Bu-l-Abbas. W 2008 roku gminę zamieszkiwało 5886 osób. Numer statystyczny gminy w Office National des Statistiques d'Algérie to 2243.